# 南新仓
39°55′52″N 116°25′32″E / 39.931044°N 116.425481°E

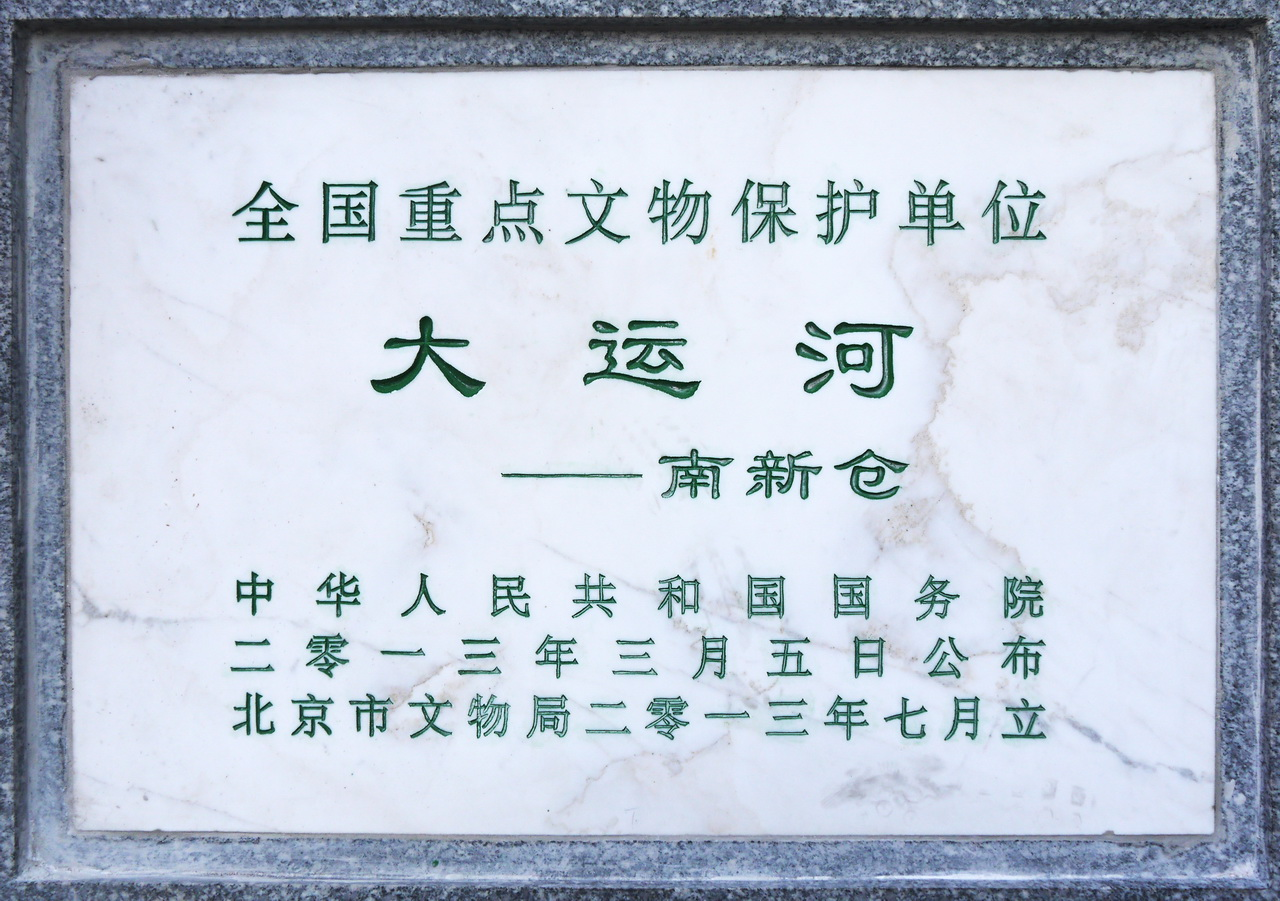
第七批全国重点文物保护单位标志碑

南新仓，位于北京市东城区东四十条，是中国明清两代的皇家粮仓之一。

## 历史
南新仓位于东四十条东端南侧，东四十条桥西南，是明、清两代京师储藏粮米的皇家粮仓之一。明朝永乐七年（1409年），在元朝北太仓的基础上创建了南新仓。
1275年，元朝的郭守敬从江淮至大都到处访察，决定将隋唐时期弓形的大运河“截弯取直”，不再绕经河南，而直接自淮北经山东入华北平原，最后抵达通州。大运河北到通州，南方及沿岸各地槽船航行至通州后，将粮食、物产卸下，通过人力、畜力运至大都，这段陆路全长50里。因北京地势西高东低，所以从通州行船至大都很困难。1292年，郭守敬主持开凿从大都至通州的运河，翌年竣工，沿河建造24座水闸，以调节水位，解决了地势造成的行船困难，从而使货船可直达积水潭码头。元世祖忽必烈为这条从通州通往大都的河赐名“通惠河”。
通惠河开浚后，促进了大都的仓储事业。过去供应大都的大粮仓多建在通州。通惠河开浚后，大都城内先后兴建了一批大型粮仓。1950年代，在雍和宫西侧出土了元代“京畿都漕运使王德常去思碑”，碑文记载，至正十五年（1355年）大都有54仓，储粮百万石。元朝的粮仓大部分靠近城东部，其地临东护城河，船只运输及装卸货物较为方便。南新仓的前身北太仓，便是当时的粮仓之一。 
明朝大运河的路线与元朝一样，北起北京，南到杭州，全长3000余里。明朝将通惠河南北向的一段河道圈入皇城东墙内，运粮船自此不能进北京城，只能停在通州张家湾，卸下的粮食再经陆路从朝阳门入城。
明朝永乐年间，北京极为繁华。北运的漕粮经常接近400万石，是元朝的数倍。元朝兴建的粮仓已远不能满足北京城储存粮食的需求，明朝乃在元朝粮仓的基础上大规模增建粮仓，并且在正统三年在北京东城的裱褙胡同设“总督仓场公署”。南新仓也是在该时期建成。南新仓建于永乐七年（1409年），在元朝北太仓基礎上建成。明朝北京设军卫，专门负责守卫仓储军粮，仅供军需，纳入官仓（即中心仓）统一管理。南新仓是官仓，管辖着8个卫仓：府军卫仓、燕山左卫仓、彭城卫仓、龙骥卫仓、龙虎卫仓、永清卫仓、今吾左卫仓、济州卫仓。这些卫仓均归南新仓统一调配。明朝时，北京共有包括南新仓在内的8座官仓，集中在东城朝阳门附近。北侧有海运仓、北新仓；中部有南新仓、旧太仓、兴平仓、富新仓；南侧有禄米仓；廣備庫倉在西城坊。这些官仓共同承担着京师储粮之责。
清朝的京仓是在元朝、明朝的旧粮仓上改建而成。清朝初年，共有8京仓，南新仓为其中之一。从元朝定都北京后，经北运河运往京师的漕粮均经通州枢纽，随后转入通惠河运抵京师。所以从金朝便开始在京师内外及通州两地分别设仓群，习惯上分别称京仓、通仓，实际上均为京师太仓的组成部分。清朝乾隆年间，京仓在明朝7座官仓的基础上，又扩建了万安仓、太平仓、裕丰仓、储济仓、本裕仓、丰益仓6座仓，与明朝7座官仓合计达13座，被称作“京师十三仓”。通州则还有中仓、西仓2座仓。所以京仓、通仓合计达15仓。清朝的京仓、通仓是中国古代京师太仓制度最完备的标志，当时在规模、技术、制度上都达到了顶峰。清朝中叶之后，由于政治腐败，财政极其困难，贪污盛行，贮量逐渐减少，到道光年间，南新仓的储量比清初少很多。
清朝光绪三十一年（1905年），漕运制度完全废止，由征粮改成征银。京城及通州的官仓逐渐闲置或挪作它用。中华民国时期，南新仓曾改为军火库，贮藏军火。
1949年中华人民共和国成立后，南新仓由北京市百货公司作为百货仓库使用。如今南新仓仍保留有仓廒9座。2005年起，南新仓及其周边被开发为南新仓文化休闲街，占地数千平方米，街区主体便是这9座仓廒，该街区设有画廊、商务会所、拉丁舞俱乐部、唱片中心、特色餐厅、茶苑等等。位于其中1座仓廒的商务会所“皇家粮仓”长年演出厅堂版昆曲《牡丹亭》。
1984年5月，南新仓被公布为北京市文物保护单位。2006年，南新仓做为大运河北京段的文物点，被列为第六批全国重点文物保护单位——京杭大运河的子项。2013年，南新仓随之并入第七批全国重点文物保护单位——大运河。

## 建筑
“仓”为总称，“廒”为贮粮库房。明朝时，南新仓以廒为贮藏单位，每3间为一廒，后来改为每5间为一廒。廒门悬挂匾额，标明某卫某号（如今南新仓的廒匾已无存）。每廒面阔大约23.8米，进深17.6米，高约7.5米，前后出檐。因属京师储粮要地，所以南新仓与北京城墙一样按照军事标准兴建，全部采用城砖砌成，坚固耐用。仓房为砖砌，五花山墙，围墙厚1.3米到1.5米，廒架结构基本采用独棵圆木，这些巨大的木料产自四川、湖南、湖北、浙江、江西、山西等地，圆木直径30至60厘米。屋顶为悬山合瓦清水脊顶，前面有罩门。
廒砖产自山东省临清县，大城砖每块宽约22.5厘米，长约45.5厘米，高约11.5厘米，重约25公斤。仓院墙砖则较小，每块宽约20.5厘米，长约41.5厘米，高约8厘米，重约12公斤。瓦产自山西省。
清朝京、通仓廒建筑考究，技术比元朝、明朝有很大改进。第一，为防水淹，每座仓廒选择的地址都较高，周围有高大的围墙，地下建有排水管道。第二，为防潮，每座仓廒的地基均为三合土夯筑，其上均匀铺洒一层白灰，再以砖铺成地面，上面加上楞木，铺满松板；墙壁设有护墙板，门设有门罩。第三，为通风以“透泻汗蒸郁热之气”，每座仓廒除了设有气楼、闸板之外，还“用竹气通高出米顶之上”，并且以竹篾编为隔孔，钉在窗上防鸟。第四，廒墙很厚，顶部厚约1米，底部厚约1.5米，墙体收分非常大，可使粮仓内部相对恒温。
为尽量多贮存粮食，南新仓仓廒容量极其可观，按照每廒最少储粮100万石计算，南新仓可储存将近1亿斤粮谷。
南新仓在清朝初期有廒46座；康熙三十三年（1694年）添建5座，康熙五十五年（1716年）添建5座；雍正元年（1723年）添建9座；乾隆元年（1736年）添建1座。所以到乾隆年间，南新仓已有廒66座，规模位居京城仓库之首。到宣统年间，南新仓增建至76廒。
漕运南粮抵达京仓的时间及数量，依据收成、气候、大运河水势而不同，一般集中在夏季、秋季运到。漕粮多时，各仓廒存储不下，不得不露天存放。所以廒外还设有穴位。新到的漕粮通常较湿，需要晾晒；常年存放的廪粮需要翻倒、除糠。所以，廒外还设有晾晒场，仓内除了官员、官役外，还有粮工、车辆、马匹、工具等等。在仓周边的街巷，大车店、小饭馆、小酒店等应运而生。
清朝沿袭元朝、明朝的漕运制度，每年平均从山东省、河南省、江苏省、浙江省、安徽省、湖南省、湖北省等省征米、麦、豆等粮食460余万石。清朝时，漕粮先运至通州运河的石坝、土坝。石坝漕粮用驳船经通惠河的各个闸口运至东便门外大通桥附近停靠，卸下粮食，再用车辆运至各个京仓；土坝漕粮则经通州护城河运至通州的中仓、西仓。
清朝时，漕粮中从江浙一带征收的糯米、粳米称为“白粮”，由内务府供给皇室以及朝廷官员廪禄之需要。一般的漕粮则专供八旗人丁俸禄、军队食用及养马饲料。只有因长期存储而霉变的“廒底成色米”、“扫收零撒土米”或着仓粮有剩余时，才拿出少量出售给市民。漕粮入仓，分别装入各个廒口内，储满一廒，再装一廒，廒满即关门，贴封上锁。使用时再开启廒门发放粮食。
除了专用于贮粮的仓廒之外，南新仓还有许多附属建筑。其中，龙门、官厅、科房、大堂等设施是各级人员的办公用房；警钟楼、更房是报警巡更人员使用的设施；仓神庙、土地祠、关帝庙等等，用于祭祀；还有多眼水井，是救火用的水源。
如今，南新仓仅剩的9廒处在南新仓文化休闲街浓厚的文化及商业气息中。绿地内展放着挖掘出土的直径约1.8米的古代大磨盘，旁边便是一座仓廒。